# ثيوفيلوس الثالث
بطريرك القدس ثيوفيلوس الثالث (باليونانية: Θεόφιλος Γ΄ Ιεροσολύμων)‏ واسمهُ عند الولادة إلياس يانوبولوس (ولدَ في 4 أبريل 1952) هو البطريرك الحالي لكنيسة الروم الأرثوذكسي في القدس. يُلقب «بطريرك القدس المقدسة وكل فلسطين وإسرائيل».
انتُخبَ ثيوفيلوس بالإجماع في 22 أغسطس 2005 بواسطة مجمع القدس المقدس باعتباره الرئيس رقم 141 لكنيسة القدس الأرثوذكسية وذكل خلفًا للبطريرك إيرينيوس، وقد أُكدَ انتخابه من قبل المجمع الكنسي الأرثوذكسي الشرقي للقسطنطينية، وأيده الأردن في 24 سبتمبر 2005، كواحدة من الحكومات الثلاث التي يلزم إقرارها. وقد نُصبَ في 22 نوفمبر 2005، رغم الاعتراض الإسرائيلي. كان ثيوفيلوس قد قدم التماسًا للحكومة الإسرائيلية للاعتراف بالانتخابات. اعترفت الحكومة الإسرائيلية رسميًا بانتخابه في 16 ديسمبر 2007.
يعتبر ثيوفيلوس أكثر تفضيلًا لسلفه المخلوع إيرينوسوس، الذي قد يساعده في جلب الاستقرار للبطريركية المضطربة حيث قد يتحد مؤيدو إيرينوسوس حوله ويصنعوا السلام مع السينودس. عند انتخابه، قال ثيوفيلوس: «في الأشهر القليلة الماضية واجهنا الكثير من المشاكل ولكن بمساعدة الله سوف نتغلب عليها».
كان ثيوفيلوس سابقًا رئيس أساقفة الأرثوذكسية الشرقية في طابور.

## بيع الأوقاف
ارتبط اسم ثيوفيلوس الثالث بعدد من صفقات بيع أوقاف تابعة لكنيسة الروم الأرثوذكس أو تأجيرها للاحتلال الإسرائيلي، وقد اتهِم ببيعها بصفته المسؤول عن هذه الأوقاف بموجب أحكام القانون الأردني، وتحديدًا القانون رقم 27 لعام 1958.
كذلك، توجهت لهُ اتهامات بالمشاركة في صفقة باب الخليل، والتي تشمل بيع فندقي البتراء والإمبيريال الواقعين في ساحة عمر بن الخطاب في باب الخليل بالقدس، وما يتبع لهذه الفنادق من محال تجارية في المباني نفسها، بالإضافة إلى عقاراتٍ أخرى داخل البلدة القديمة تتبع أوقاف البطريركية. في يوليو 2017، كشفت صحيفة اقتصادية إسرائيلية عن صفقةٍ سرية بيعت بموجبها أراض وقفية في أحياء غربي القدس تتبع الكنيسة الأرثوذكسية لبلدية الاحتلال الإسرائيلي بالمدينة، والتي بدورها ستخصصها لمستثمرين يهود، وتشمل الصفقة بيع 500 دونم من أصل 560 دونمًا من أراضي البطريركية الأرثوذكسية بالقدس، تقع في حي الطالبية والمصلبة وما يعرف اليوم بشارع الملك داوود ومحيط حديقة الجرس وغيرها من الأحياء.
يُذكر أيضًا أنَّ بطريركية الروم الأرثوذكس بالقدس قد تورطت سابقًا بصفقات تسريب أراض وعقارات على طرفي الخط الأخضر مما أغضب أبناء الرعية الفلسطينيين وأدى إلى الإطاحة بالبطريرك السابق إيرينيوس.